# 阿尔瓦·科洪
阿尔瓦·科洪（英語：Alva Colquhoun，1942年2月28日—），澳大利亚女子游泳运动员。她曾代表澳大利亚参加1960年夏季奥林匹克运动会游泳比赛，获得女子4×100米自由泳接力银牌。